# مترومن (فیلم)
مترومن (انگلیسی: The Meteor Man) فیلمی در ژانر اکشن، علمی–تخیلی، ابرقهرمانی، و کمدی به کارگردانی رابرت تاونزند است که در سال ۱۹۹۳ منتشر شد.

## خلاصه داستان
یک معلم مقطع دبیرستان که متعلق به محله‌ای جنجالی از شهر واشینگتن دی. سی می‌باشد تبدیل به یک ابرقهرمان پرقدرت شده و به جان گروه‌هایی می‌افتد که خیابان‌ها را به آشوب می‌کشند…

## بازیگران
- مارلا گیبس
- ادی گریفن
- رابرت گویلام
- جیمز ارل جونز
- دان چیدل
- بیل کازبی
- فرانک گورشین
- سینباد
- تام لیستر جونیور
- جان ویثرسپون
- چارلین وودارد
- کریس تاکر
- سایپرس هیل
- لاواندا پیج
- للا روشون
- نانسی ویلسون
- والاس شاون